# Retrato de Isabel Gonzaga
El retrato de Isabel Gonzaga (en italiano Ritratto di Elisabetta Gonzaga, duchessa d'Urbino) es un cuadro pintado en 1504 por el artista italiano del Renacimiento Rafael Sanzio. Es una pintura al óleo sobre tabla cuyas dimensiones son de 59 centímetros de alto por 37 cm de ancho. Se conserva en la Galería de los Uffizi de Florencia, Italia.
La mujer retratada de medio busto y de frente es Isabel Gonzaga (h. 1471-1526), hija de Federico I Gonzaga y esposa del duque Guidobaldo de Montefeltro. Los detalles incluidos son un vestido negro con bordados dorados, y una fina diadema con un pequeño adorno en forma de escorpión sobre la frente de la mujer.
Esta obra ha sido atribuida a varios artistas, desde Andrea Mantegna hasta Alberto Durero. No obstante, el paisaje del fondo, así como la contención clásica con que está representada la efigiada, denuncian claramente el estilo de Rafael.